# Rudolf Karl Lüneburg
Rudolf Karl Lüneburg (* 30. März 1903 in Volkersheim; † 19. August 1949 in Great Falls (Montana), USA; in den USA anfangs Lueneburg, später meist Luneburg, fälschlicherweise auch Luneberg) war ein deutscher Mathematiker und Physiker. Als Professor für Mathematik und Optik lehrte er unter anderem am Eye Institute des Dartmouth College. Er ist Namensgeber der retroreflektierenden Lüneburg-Linsen.

## Lebenslauf
Lüneburg studierte in Göttingen, wo er 1930 seine Doktorwürde erhielt. Auf der Flucht vor den Nationalsozialisten arbeitete er 1934–1935 als Physiker an der Universität von Leiden in den Niederlanden und emigrierte 1935 in die Vereinigten Staaten. Dort arbeitete er zunächst in der mathematischen Fakultät der New York University. Von 1938 bis 1945 war er in der Forschungsabteilung der Spencer Lens Company, einem Teil der  American Optical Company, in Rochester, New York angestellt. Nach einem Lehrauftrag an der Brown University im Sommer 1944 ging er 1946 dauerhaft an das Dartmouth Eye Institute der Brown University, wo er an der elektromagnetischen Theorie der Optik arbeitete und mehrere Artikel und Bücher veröffentlichte. Von 1946 bis 1948 war er als Mathematiker am Institute for Mathematics and Mechanics der New York University mit Lehraufträgen an der Universität Marburg und der Technischen Hochschule Darmstadt. Seine letzte Anstellung war 1949 als Professor für Mathematik an der University of Southern California.
1949 starb Lüneburg bei einem Autounfall.

## Werke
- Rudolf Lüneburg: Das Problem der Irrfahrt ohne Richtungsbeschränkung und die Randwertaufgabe der Potentialtheorie. Dissertation, Fachbereich Mathematik, Göttingen, 20. Mai 1930

- veröffentlicht in: Mathematische Annalen. 104, 1931, S. 700–738 (Online)

- Rudolf Lüneburg: Eine Bemerkung zum Beweis eines Satzes über fastperiodische Funktionen. In: Matematisk-Fysiske Meddelelser. Band 12, Nr. 3. Det Kongelige Danske Videnskabernes Selskab, 1932, S. 1–7.
- Rudolf K. Luneberg: Mathematical theory of optics. Brown University, Lecture Notes, Providence, R. I. 1944.

- Reprint: Rudolf K. Luneburg: Mathematical theory of optics. University of California Press, Berkeley & Los Angeles 1964 (Vorwort von E. Wolf, ergänzende Hinweise von M. Herzberger).

- Rudolf K. Luneburg: Mathematical Analysis of Binocular Vision. Princeton University Press, Princeton, N.J. 1947.
- Rudolf K. Luneburg: Propagation of Electromagnetic Waves. Lecture Notes, New York University 1947–48.
- „Lecture Notes“ von Rudolf K. Luneburg aus seiner Zeit an der New York University